# 瓦爾拉德 (拿騷-烏辛根親王)
瓦爾拉德（德語：Walrad von Nassau-Usingen，1636年2月25日—1702年10月17日），拿騷-烏辛根親王，1688年至1702年在位。

## 家庭
1678年，瓦爾拉德與凱瑟琳·法蘭索瓦絲（Catherine Françoise）結婚，兩人共有1子1女：
1. 威廉·海因里希（1684年—1718年）
2. 瑪麗·阿爾貝汀（荷兰语：Maria Albertina van Nassau-Usingen）（1686年—1768年）